# Zonificación

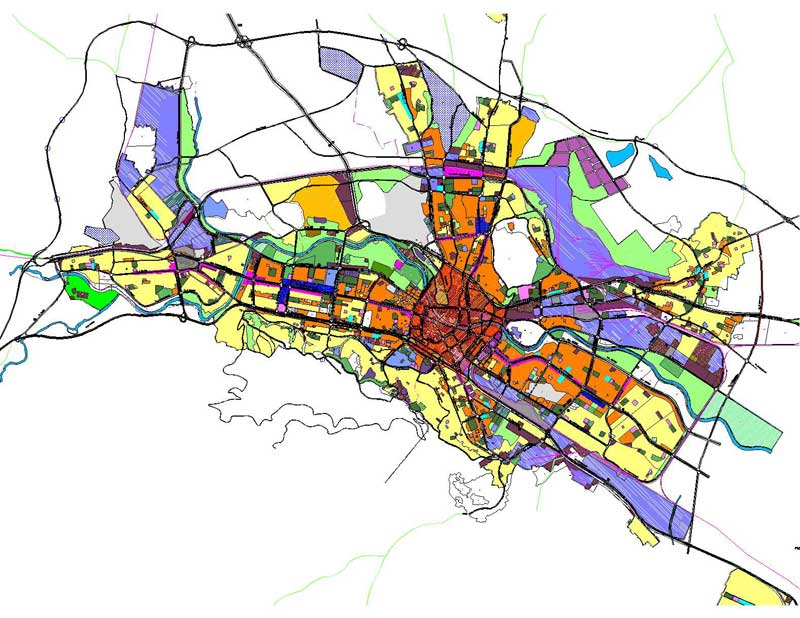
Esquema de Zonificación del Plan Espacial General de la ciudad de Skopie, Macedonia del Norte. Los distintos colores representan diferentes áreas de zonificación urbana.

La zonificación, en sentido amplio, se refiere a la división de un área geográfica en sectores heterogéneos conforme a ciertos criterios, como su capacidad productiva, tipo de construcciones permitidas, intensidad de una amenaza y grado de riesgo.
Si nos referimos a recursos naturales renovables, la zonificación es la clasificación de usos que se realiza dentro de las unidades territoriales en un distrito de manejo integrado de los mismos, conforme a un análisis previo de sus aptitudes, características y cualidades abióticas, bióticas y antrópicas.

## Alcance
El objetivo principal de la zonificación es segregar los usos que se consideran incompatibles. En la práctica, la zonificación también se usa para evitar que nuevos desarrollos interfieran con los usos existentes y/o para preservar el "carácter" de una comunidad.
La zonificación puede incluir la regulación de los tipos de actividades permitidos en lotes particulares (como espacios abiertos, residenciales, agrícolas, comerciales o industriales), las densidades en las que se pueden realizar esas actividades (desde viviendas de baja densidad, como viviendas unifamiliares, hasta viviendas de alta densidad, como edificios de apartamentos de gran altura), la altura de los edificios, la cantidad de espacio que pueden ocupar las estructuras, la ubicación de un edificio en el lote, las proporciones de los tipos de espacio en un lote, como cuánto espacio ajardinado, superficie impermeable, carriles de tráfico y la disponibilidad de estacionamiento.
La zonificación suele estar controlada por los gobiernos locales, como los condados o los municipios, aunque la naturaleza del régimen de zonificación puede ser determinada o limitada por las autoridades de planificación estatales o nacionales o mediante la legislación que lo habilita. En algunos países, por ejemplo, Francia, Alemania o Canadá, los planes de zonificación deben cumplir con declaraciones de política y planificación de nivel superior (nacional, regional, estatal, provincial). En el caso de Alemania, este código incluye el contenido de los planes de zonificación, así como el procedimiento legal. En Australia, la tierra bajo el control del gobierno de la Commonwealth (federal) no está sujeta a controles de planificación estatales. Los Estados Unidos y otros países federales son similares. La zonificación y la planificación urbana en Francia y Alemania están reguladas por códigos nacionales o federales. En el caso de Alemania, este código incluye el contenido de los planes de zonificación, así como el procedimiento legal.
Los detalles de cómo los sistemas de planificación individuales incorporan la zonificación en sus regímenes regulatorios varían, aunque la intención siempre es similar. Por ejemplo, en el estado de Victoria (Australia), las zonas de uso del suelo se combinan con un sistema de superposición de esquemas de planificación para tener en cuenta la multiplicidad de factores que impactan en los resultados urbanos deseables en cualquier lugar.
La mayoría de los sistemas de zonificación tienen un procedimiento para otorgar variaciones (excepciones a las reglas de zonificación), generalmente debido a alguna dificultad percibida causada por la naturaleza particular de la propiedad en cuestión.

## Orígenes e historia de la zonificación
Los orígenes de los distritos de zonificación se remontan a la antigüedad. La antigua ciudad amurallada fue la antecesora en la clasificación y regulación del suelo, en función del uso. Fuera de las murallas de la ciudad estaban las funciones indeseables, que generalmente se basaban en el ruido y el olor; allí también vivía la gente más pobre. El espacio entre las paredes es donde ocurrieron actividades insalubres y peligrosas, como la matanza, la eliminación de desechos y la quema de ladrillos. Dentro de los muros había lugares cívicos y religiosos, y donde vivía la mayoría de la gente.
Más allá de distinguir entre terrenos urbanos y no urbanos, la mayoría de las ciudades antiguas clasificaron aún más los tipos y usos de terrenos dentro de sus muros. Esto se practicaba en muchas regiones del mundo, por ejemplo, en China durante la dinastía Zhou (1046 - 256 a. C.), en India durante la era védica (1500 - 500 a. C.) y en los campamentos militares que se extendieron por todo el Imperio Romano (31 a. C. - 476 d. C.). Debido a que los distritos residenciales constituían la mayoría de las ciudades, las primeras formas de distritación solían ser a lo largo de divisiones étnicas y ocupacionales; en general, la clase o el estatus disminuyeron desde el centro de la ciudad hacia el exterior. Una forma legal de hacer cumplir esto fue el sistema de castas.
Si bien se creó espacio para importantes instituciones públicas, lugares de culto, tiendas minoristas, mercados y plazas, existe una distinción importante entre las ciudades de la antigüedad y las de hoy. A lo largo de la antigüedad, hasta el inicio de la Revolución Industrial (1760-1840), la mayor parte del trabajo se realizaba en el hogar. Por lo tanto, las áreas residenciales también funcionaron como lugares de trabajo, producción y comercio. La definición de hogar estaba ligada a la definición de economía, lo que provocó una mayor mezcla de usos dentro de los barrios residenciales de las ciudades.
A lo largo de la Ilustración y la Revolución Industrial, los cambios culturales y socioeconómicos llevaron al rápido aumento en la aplicación e invención de las normas urbanas. Los cambios fueron informados por una nueva racionalidad científica, el advenimiento de la producción en masa y la fabricación compleja, y el posterior inicio de la urbanización. La industria que abandona el hogar remodeló las ciudades modernas.
El hacinamiento, la contaminación y la miseria urbana asociada con las fábricas fueron las principales preocupaciones que llevaron a los funcionarios y planificadores de la ciudad a considerar la necesidad de una separación funcional de los usos. Francia, Alemania y Gran Bretaña son los lugares donde se inventó la pseudo-zonificación para evitar que se construyeran industrias contaminantes en áreas residenciales. Los primeros usos de la zonificación moderna se vieron en Alemania a fines del siglo XIX.

## Tipos de zonificación
Hay una gran variedad de tipos de zonificación, algunas de las cuales se enfocan en regular la forma de la edificación y la relación de los edificios con la calle con usos mixtos, conocidos como basados en la forma, otros con usos de suelo separados, conocidos como basados en el uso, o una combinación del mismo. Los sistemas de zonificación basados en el uso pueden comprender zonas de uso único, zonas de uso mixto, donde se permite la coexistencia de un grupo compatible de usos, o una combinación de zonas de uso único y mixto en un sistema.
- Zonificación de cultivos: Determinación de los cultivos que deben establecerse en determinadas áreas.
- Zonificación de las llanuras de inundación: Plano que define las zonas principales de áreas con inundaciones potenciales, usualmente acompañado por recomendaciones o restricciones tendientes a prevenir daños por inundaciones.
- Zonificación ecológica económica: La zonificación ecológica económica, también denominada zonificación ecológica, puede definirse como un proceso de sectorización de un área compleja, en áreas relativamente homogéneas, caracterizadas de acuerdo a factores físicos, biológicos y socioeconómicos y evaluados en cuanto a su potencial de uso sostenible y restricciones ambientales. Vista así, la zonificación económica ecológica constituye un instrumento para plantear la ocupación racional de los espacios, redirigiendo las actividades humanas no compatibles con la oferta ambiental del ámbito en cuestión. Sus resultados pueden utilizarse para diversos fines, como: la planificación de áreas naturales protegidas, desarrollo de una agricultura sostenible, determinación de la aptitud de las tierras para determinados usos, desarrollo de planes de ordenamiento territorial, etc.
- Zonificación urbana: La zonificación urbana es la práctica de dividir una ciudad o municipio en secciones reservados para usos específicos, ya sean residenciales, comerciales e industriales. La zonificación tiene como propósito encauzar el crecimiento y desarrollo ordenado de un área. Zonificar es un poder de gobierno. No se compensa por restricciones o limitaciones que la zonificación imponga sobre las propiedades.

### Zonificación de un solo uso

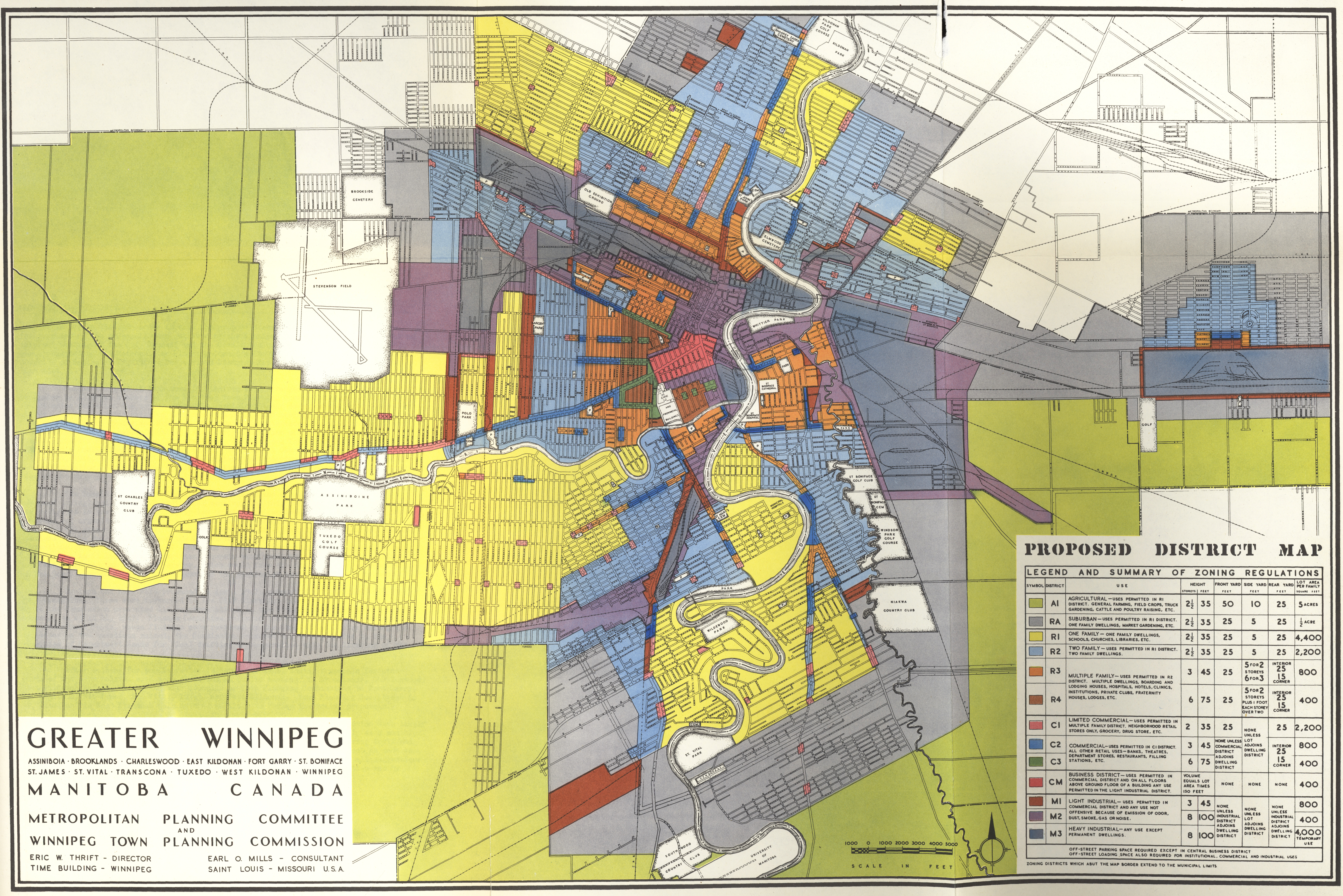
Ejemplo de zonificación de un solo uso (mapa del distrito de Greater Winnipeg, 1947).

La zonificación de uso único es aquella en la que solo se permite un tipo de uso por zona. Conocida en Norteamérica como «zonificación euclidiana» (Euclidean zoning) debido a un caso judicial en Euclid (Ohio, Estados Unidos), que estableció su constitucionalidad, Village of Euclid, Ohio v. Ambler Realty Co. 272 U.S. 365 (1926), ha sido el sistema dominante de zonificación en el norte América desde su primera implementación.
Las zonas de uso único comúnmente definidas se clasifican como residencial, mixta residencial-comercial, comercial, industrial y espacial (por ejemplo, centrales eléctricas, complejos deportivos, aeropuertos, centros comerciales, etc.). Cada categoría puede tener una serie de subcategorías, por ejemplo, dentro de la categoría comercial puede haber zonas separadas para pequeños minoristas, grandes minoristas, uso de oficinas, alojamiento y otros, mientras que industrial puede subdividirse en manufactura pesada, ensamblaje liviano y usos del almacén. En Alemania, cada categoría tiene un límite designado para las emisiones de ruido (no forma parte del código de construcción, sino del código federal de emisiones).
En Estados Unidos o Canadá, por ejemplo, las zonas residenciales pueden tener las siguientes subcategorías:
- Ocupaciones residenciales que contienen unidades para dormir donde los ocupantes son principalmente de naturaleza transitoria, incluyendo casas de huéspedes, hoteles y moteles.
- Ocupaciones residenciales que contienen unidades para dormir o más de dos unidades de vivienda donde los ocupantes son principalmente de naturaleza permanente, incluyendo bloques de apartamentos, conventos y residencias de estudiantes.
- Ocupaciones residenciales donde los ocupantes son principalmente de naturaleza permanente y no están clasificados como Grupo R-1, R-2, R-4 o I, incluyendo edificios que no contienen más de dos unidades de vivienda, centros de atención para adultos para cinco o menos personas por menos de 24 horas.
- Ocupaciones residenciales en las que los edificios están dispuestos para su ocupación como centros residenciales de atención/vivienda asistida que incluyen más de cinco pero no más de 16 ocupantes.

#### Historia
La separación entre usos es una característica de muchas ciudades planificadas diseñadas antes del advenimiento de la zonificación. Un ejemplo notable es la ciudad de Adelaida en el sur de Australia, cuyo centro de la ciudad, junto con el suburbio de North Adelaide, está rodeado por todos lados por un parque, Adelaide Park Lands. El parque fue diseñado por el coronel William Light en 1836 para separar físicamente el centro de la ciudad de sus suburbios. Las áreas residenciales de baja densidad rodean el parque, brindando un agradable paseo entre el trabajo en la ciudad y las casas familiares en el exterior.

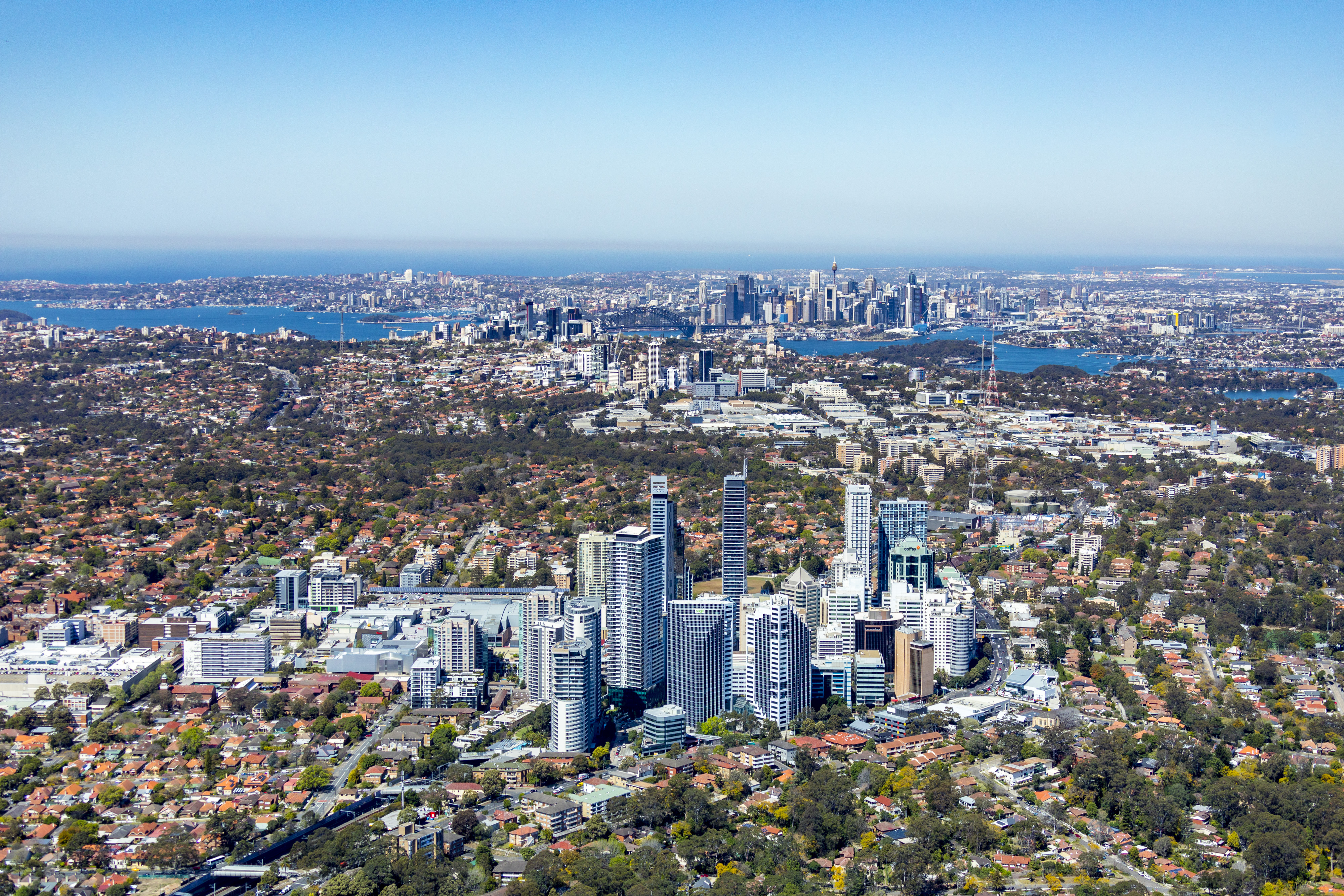
Vista aérea de Chatswood, Australia, mirando hacia Sídney. Los límites entre las zonas residenciales, comerciales e industriales de baja densidad son claramente visibles.

Sir Ebenezer Howard, fundador del movimiento de la ciudad jardín, nombró Adelaide como un ejemplo de cómo los espacios verdes abiertos podrían usarse para evitar que las ciudades se expandan más allá de sus límites y se fusionen.: 94   Su diseño para una ciudad ideal, publicado en su libro Garden Cities of To-morrow («Ciudades jardín del mañana») de 1902, preveía anillos concéntricos separados de edificios públicos, parques, espacios comerciales, áreas residenciales y áreas industriales, todo rodeado de espacios abiertos y tierras de cultivo. . Toda la actividad comercial se llevaría a cabo dentro de un solo edificio con techo de vidrio, un concepto temprano para el moderno centro comercial inspirado en el Crystal Palace.: 4 
Sin embargo, estas ciudades planificadas o ideales eran diseños estáticos incorporados en un solo plan maestro. Lo que faltaba era un mecanismo regulatorio que permitiera que la ciudad se desarrollara con el tiempo, estableciendo pautas para los desarrolladores y ciudadanos privados sobre qué se podía construir y dónde. Esto ocurrió en 1916, cuando Nueva York promulgó la primera ordenanza de zonificación de toda la ciudad.
La aplicación de la zonificación de un solo uso ha llevado a la forma distintiva de muchas ciudades en los Estados Unidos, Canadá, Australia y Nueva Zelanda, en las que un núcleo urbano muy denso, que a menudo contiene rascacielos, está rodeado por suburbios residenciales de baja densidad, caracterizados por amplios jardines y calles arboladas. Algunas áreas metropolitanas como Minneapolis-St Paul, el Área de la Bahía de San Francisco y Sídney tienen varios núcleos de este tipo.

#### Críticas
Los activistas medioambientales argumentan que poner los usos cotidianos fuera de la distancia a pie unos de otros conduce a un aumento del tráfico, ya que las personas tienen que poseer coches para vivir una vida normal en la que se satisfagan sus necesidades humanas básicas, y subirse a sus coches y conducir hasta satisfacer sus necesidades a lo largo del día. La zonificación de un solo uso y la expansión urbana también han sido criticadas por hacer que el equilibrio entre el trabajo y la familia sea más difícil de lograr, ya que se deben cubrir mayores distancias para integrar los diferentes dominios de la vida. Estos problemas son especialmente agudos en los Estados Unidos, con su alto nivel de uso de automóviles combinado con sistemas ferroviarios y subterráneos urbanos insuficientes o mal mantenidos.
La zonificación euclidiana ha sido descrita como un pensamiento funcionalista que utiliza principios mecanicistas para concebir la ciudad como una máquina fija. Esta concepción se opone a la visión de la ciudad como un organismo o sistema viviente en continua evolución, como la defendió por primera vez el urbanista alemán Hans Reichow.
Otra vía de crítica a las leyes de zonificación proviene de libertarios y minarquistas que ven las restricciones como una violación de los derechos de propiedad de las personas. Con la zonificación, es posible que el dueño de una propiedad no pueda usar su tierra para el propósito deseado. Algunos economistas[¿quién?] afirman que las leyes de zonificación de un solo uso van en contra de la eficiencia económica y obstaculizan el desarrollo en una economía libre, ya que las restricciones de zonificación deficientes dificultan el uso más eficiente de un área determinada. Incluso sin restricciones de zonificación, un vertedero, por ejemplo, probablemente gravitaría hacia un terreno más barato y no hacia un área residencial. Las leyes de zonificación de uso único pueden obstaculizar desarrollos creativos como edificios de uso mixto e incluso pueden detener actividades inofensivas como ventas de garaje.

### Zonificación de uso mixto
La activista comunitaria y de planificación Jane Jacobs escribió extensamente sobre las conexiones entre la separación de usos y el fracaso de los proyectos de renovación urbana en Nueva York. Abogó por desarrollos densos de uso mixto y calles peatonales. A diferencia de las aldeas y pueblos, en los que muchos residentes se conocen entre sí, y los suburbios exteriores de baja densidad que atraen a pocos visitantes, las ciudades y las áreas del centro de la ciudad tienen el problema de mantener el orden entre extraños.: 26, 39–44   Este orden se mantiene cuando, a lo largo del día y de la noche, hay suficientes personas presentes con los ojos en la calle : 45-65  . Esto se puede lograr en distritos urbanos exitosos que tienen una gran diversidad de usos, generando interés y atrayendo visitantes.: 155-190   Los escritos de Jacob, junto con las crecientes preocupaciones sobre la expansión urbana, a menudo se atribuyen a la inspiración del movimiento del Nuevo Urbanismo.
Para adaptarse a la visión del Nuevo Urbanismo de comunidades transitables que combinan cafeterías, restaurantes, oficinas y desarrollo residencial en una sola área, se han creado zonas de uso mixto dentro de algunos sistemas de zonificación. Estos todavía usan los mecanismos regulatorios básicos de zonificación, excluyendo usos incompatibles como industria pesada o granjas de aguas residuales , al tiempo que permiten usos compatibles como actividades residenciales, comerciales y minoristas para que las personas puedan vivir, trabajar y socializar dentro de un área geográfica compacta.
Algunos ejemplos de ello son:
- Melbourne (Victoria, Australia)[17]
- Baltimore (Maryland, Estados Unidos)[18]
- St. Anthony (Idaho, Estados Unidos)[19]

### Zonificación basada en la forma
La zonificación basada en la forma no regula el tipo de uso del suelo, sino la forma que puede tomar el uso del suelo. Por ejemplo, la zonificación basada en la forma en un área densa puede insistir en retranqueos bajos, alta densidad y accesibilidad para peatones. Los códigos basados en formularios (FBC) están diseñados para responder directamente a la estructura física de una comunidad con el fin de crear entornos más transitables y adaptables.

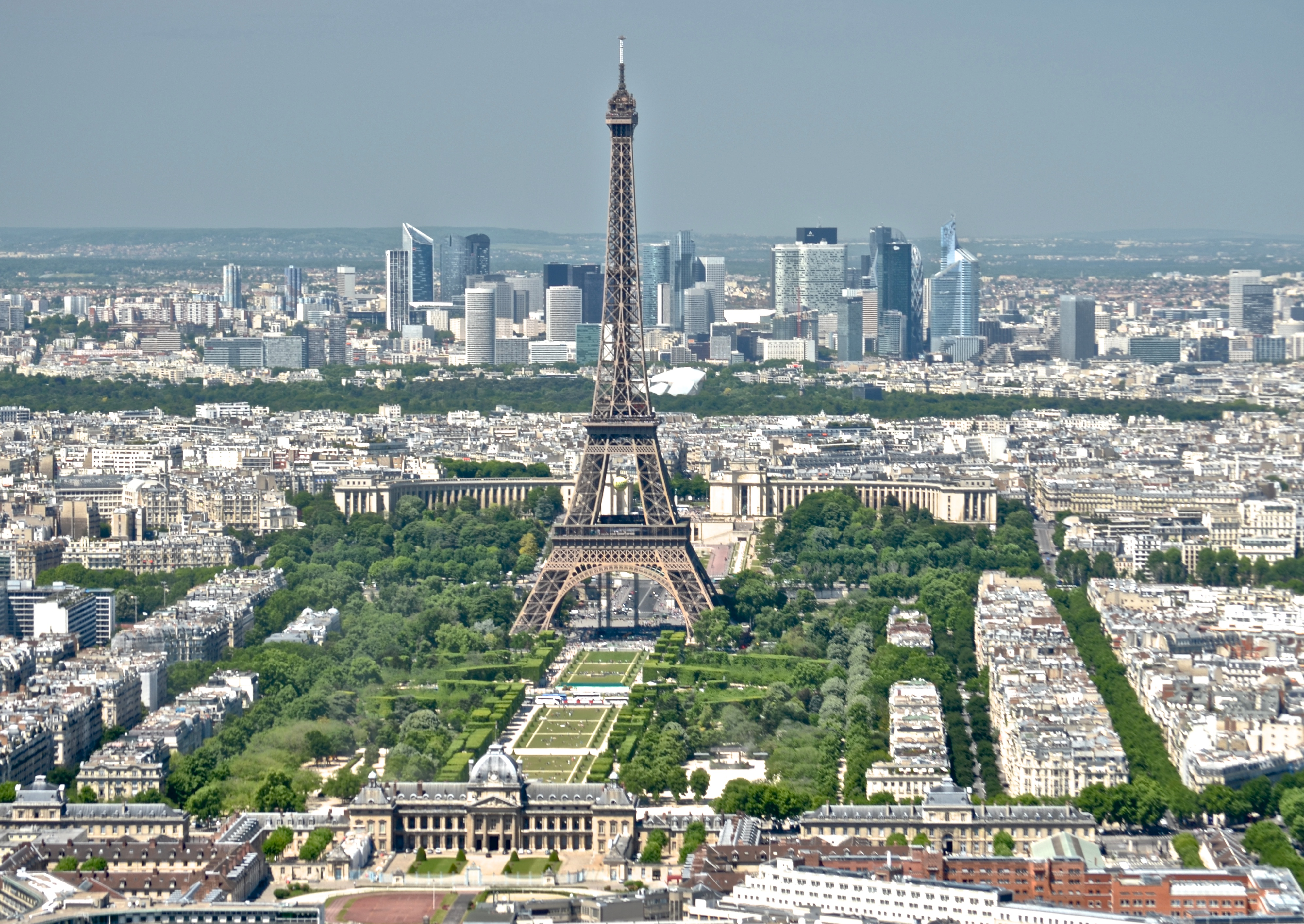
París, mirando hacia el barrio de alta densidad de La Défense.

La Resolución de Zonificación de Nueva York de 1916 también contenía elementos de zonificación basada en formularios. Esta fue una reacción al Equitable Building, que se elevaba sobre las residencias vecinas, lo que disminuía la disponibilidad de luz solar. Ordenó retranqueos para edificios altos que involucraban una fórmula matemática basada en la altura y el tamaño del lote, y condujo a las formas icónicas de muchos de los primeros rascacielos. La ciudad de Nueva York pasó a desarrollar reglamentos cada vez más complejos, incluidos reglamentos de relación de superficie construida, derechos aéreos y otros para vecindarios específicos.
El sistema de planificación francés se basa principalmente en formularios; Los códigos de zonificación en las ciudades francesas generalmente permiten muchos tipos de usos.  Las principales diferencias entre zonas se basan en la densidad de cada uso en un sitio. Por ejemplo, una zona de baja densidad puede tener los mismos usos permitidos que una zona de alta densidad. Sin embargo, la proporción de usos residenciales en la zona de baja densidad sería mayor que en la zona de alta densidad por razones económicas más que regulatorias.
La ciudad de París ha utilizado su sistema de zonificación para concentrar edificios de oficinas de alta densidad en el distrito de La Défense en lugar de permitir que los edificios patrimoniales de toda la ciudad sean demolidos para darles paso, como suele ser el caso en Londres o Nueva York.  La construcción de la Torre Montparnasse en 1973 provocó protestas. Por ello, dos años después de su finalización se prohibió la construcción de edificios de más de siete plantas en el centro de la ciudad.

### Zonificación condicional
La zonificación condicional permite una mayor flexibilidad y permite que los municipios respondan a las características únicas de una aplicación de uso de suelo en particular. Los usos que podrían no estar permitidos según la zonificación actual, como una escuela o un centro comunitario, pueden permitirse a través de la zonificación de uso condicional. Los permisos de uso condicional (también llamados permisos de uso especial) permiten usos de la tierra que, debido a su naturaleza especial, pueden ser adecuados solo en ciertos lugares, o dispuestos u operados de una manera particular.
Por ejemplo:
- Las agencias locales pueden restringir la hora, el lugar y la forma en que operan las tiendas de conveniencia, las licorerías y los establecimientos de comida rápida.
- Se pueden permitir jardines comunitarios bajo condiciones específicas en ciertas zonas.
- Como condición para la aprobación, se puede alentar o exigir que los grandes proyectos de desarrollo de uso mixto ofrezcan alquilar un espacio comercial para una tienda de comestibles en un vecindario que carece de acceso a alimentos saludables.